# Podróże Guliwera
Podróże Guliwera (ang. Gulliver’s Travels) – popularny skrót tytułu powieści Jonathana Swifta napisanej w 1726 roku, stanowiącej połączenie satyry na ludzką naturę z parodią popularnych w tamtym okresie „powieści podróżniczych”. Powieść ta stanowi najbardziej znaną pracę Swifta, jest jednocześnie zaliczana do klasyki literatury angielskiej. Pełny tytuł to "Travels into Several Remote Nations of the World. In Four parts. By Lemuel Gulliver, First a Surgeon, and then a Captain of Several Ships", czyli "Podróże do wielu odległych narodów świata, w 4 częściach, opisane przez Lemuela Guliwera, najpierw lekarza okrętowego, później kapitana kilku statków".
Książka zdobyła ogromną popularność już wkrótce po wydaniu (John Gay stwierdził, że stanowi lekturę uniwersalną, czytaną przez wszystkie warstwy społeczne), ukazuje się drukiem praktycznie nieprzerwanie od roku pierwszej publikacji.
Współcześni czytelnicy Swifta postrzegali Podróże Guliwera jako powieść z kluczem, starając się rozszyfrować aluzje do działających na scenie politycznej stronnictw, a nawet konkretnych postaci. W kolejnych częściach książki Swift poddał krytyce obyczajowość brytyjską początku XVIII wieku (kompromitacja polityki, sądownictwa, ustroju parlamentarnego, nauki, filozofii), atakował nietolerancję, pychę, głupotę, donosicielstwo, intrygi.
George Orwell powiedział, że gdyby miał wybrać sześć książek, które miałyby ocaleć, podczas gdy wszystkie inne uległyby zniszczeniu, Podróże Guliwera z pewnością znalazłyby się wśród nich.
Polskiego przekładu tego utworu dokonał m.in. Maciej Słomczyński.

## Opis fabuły
Książka przedstawia się jako zwykła powieść podróżnicza, której narratorem jest „Lemuel Guliwer, początkowo lekarz pokładowy, później kapitan kilku statków”. Z uwagi na drastyczne często fragmenty, książka doczekała się szeregu wariantów dostosowanych do różnych czytelników. Oryginalna książka jest ostrą, brutalną satyrą. Jej opublikowanie świadczy o znacznej wolności słowa w ówczesnej Wielkiej Brytanii.

### Część 1: Podróż do Krainy Liliputów
Na początku utworu ma miejsce wprowadzenie, w którym Guliwer krótko opisuje swoje życie i historię wydarzeń poprzedzających podróż. Czytelnik dowiaduje się o jego zamiłowaniu do medycyny i podróży. Wstęp ten jest przepełniony ironicznym humorem, który uznawany jest za znak firmowy jego autora.
W części pierwszej Guliwer, jako rozbitek wyrzucony przez morze na brzeg, budzi się więziony przez ludzi bardzo niskiego wzrostu (15 cm), mieszkańców dwóch zwaśnionych, sąsiadujących ze sobą krain, Liliputów i Blefuscu. Po zapewnieniu o swoich pokojowych zamiarach, staje się członkiem społeczności Liliputów, gdzie uważnie obserwuje królewski dwór, komentując tamtejszą sytuację. Uważa się, że stanowi to odniesienie do dworu Jerzego I. Później Guliwer pomaga swoim gospodarzom w pokonaniu floty rywali. Kiedy odmawia jednak udziału w dalszych walkach, zmuszony jest do ucieczki do sąsiedniej krainy Blefuscu, skąd, dzięki znalezieniu wyrzuconej na brzeg szalupy, ucieka do domu. Stosunki pomiędzy oboma krainami są metaforą obrazującą sytuację pomiędzy Anglią i Francją w XVIII wieku.

### Część 2: Podróż do Brobdingnag

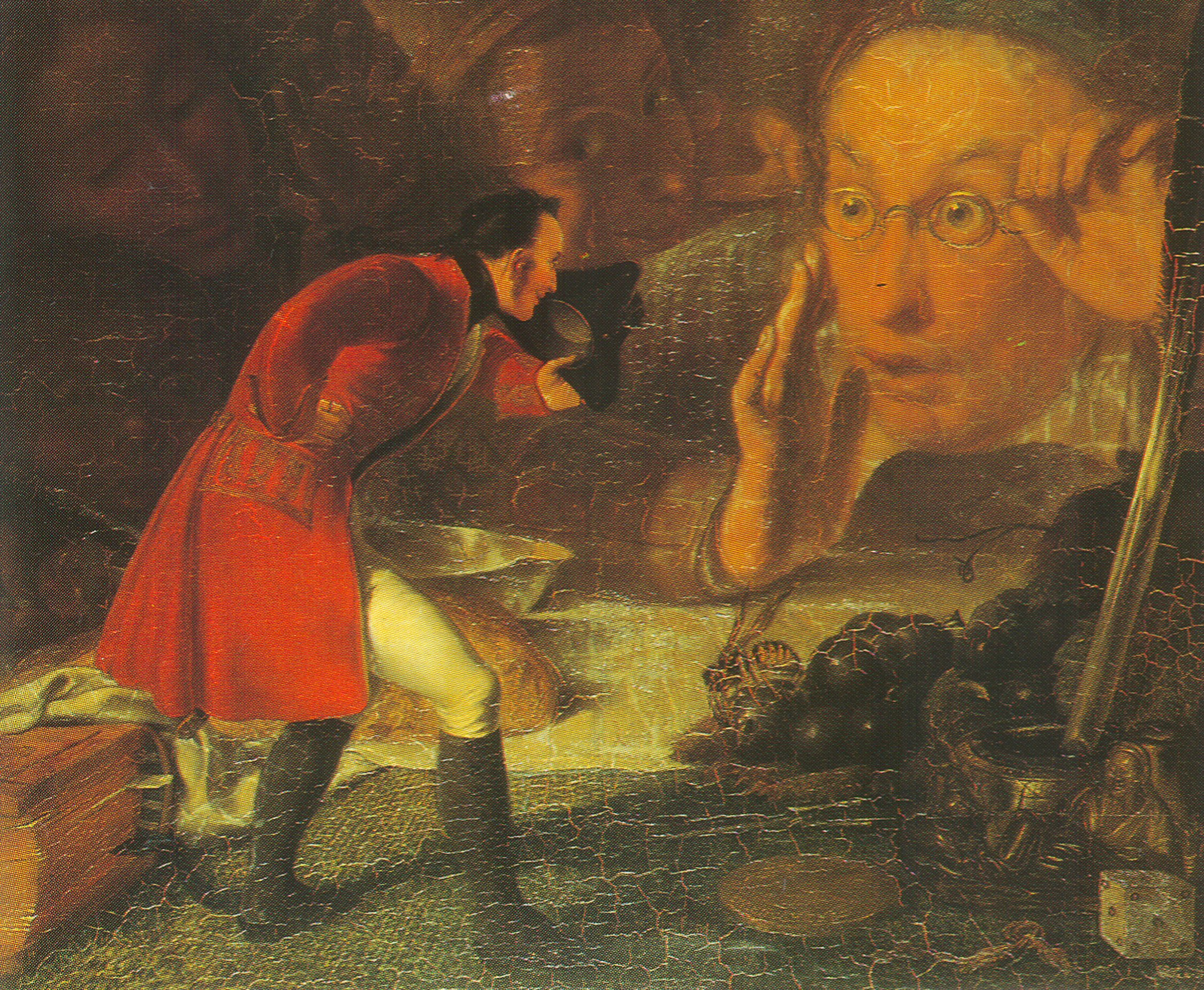
Richard Redgrave, Gulliver na Brobdingnag

Podczas kolejnej wyprawy Guliwer zostaje opuszczony przez swoich towarzyszy, a następnie odnaleziony przez giganta, który traktuje go jak zabawkę i pokazuje innym w zamian za pieniądze. Później, bohater zostaje odsprzedany królowej, która uznaje go za jedną z głównych atrakcji swojego dworu. Pomiędzy niewielkimi przygodami, takimi jak walka z ogromną muchą czy porwanie przez małpę, rozmawia z królem na temat Europy, którą ten jednak nie jest zachwycony. Przy omawianiu wynalazków europejskich król jest zbulwersowany informacją o broni palnej i odmawia jej przyjęcia. Guliwer, po dostaniu się w szpony orła i wyrzuceniu gdzieś pośrodku oceanu trafia w ręce żeglarzy, którzy pomagają mu wrócić do Anglii.

### Część 3: Podróż do krain Laputa, Balnibarbi, Glubbdubdrib, Luggnagg i do Japonii
Po napadnięciu okrętu Guliwera przez piratów i zostawieniu go na samotnej wyspie, żeglarz zostaje uratowany przez mieszkańców latającej wyspy Laputy, królestwa muzyków i matematyków, którzy oddają się całkowicie nauce i sztuce, nie potrafią jednak swojej wiedzy zastosować w praktyce. Urządzenie przedstawione tam pod nazwą „silnik” stanowi prawdopodobnie pierwszy w historii opis czegoś, co posiada funkcje podobne do komputera. Guliwer trafia później na Balnibarbi, gdzie ma czekać na holenderskiego kupca, który przez Japonię zabierze go do Anglii. Oprowadzany po tej wyspie jest świadkiem wielu bezcelowych eksperymentów, co stanowi satyrę na Royal Society. Po powrocie stamtąd do domu, jest zdeterminowany nie wyruszać więcej w żadną podróż.

### Część 4: Podróż do kraju Houyhnhnmów
Część 4 stanowi najbardziej drastyczny fragment Podróży Guliwera. Opisuje krainę rządzoną przez mądre konie, Houyhnhnmy, podczas gdy ludzie, nazywani Yahoosami, są zdegradowani do roli dzikich i trudnych do okiełznania zwierząt. Przedstawiona kraina jest swoistą utopią, która w zestawieniu z ówczesną (zdaniem autora – zdegenerowaną) kulturą europejską, ma ją ośmieszać. Konie nie znają pisma ani metalu, ale także nie znają kłamstwa. W licznych rozmowach pomiędzy głównym bohaterem a końmi pojawia się wiele uwag odnośnie do ludzkiej cywilizacji. Guliwer, po dotarciu do Anglii, wciąż odczuwa wstręt do ludzi.

## Odniesienia do Podróży Guliwera w innych utworach
- Jedna z powieści Isaaca Asimova, Shah Guido G., jest inspirowana Laputą – przedstawione tam latające miasto terroryzuje Ziemię[potrzebny przypis].
- Laputa została także wykorzystana w anime, Laputa – zamek w chmurach, sam reżyser przyznał, że nazwa latającej wyspy została zaczerpnięta z utworu Swifta.
- W filmie Stanleya Kubricka Doktor Strangelove, czyli jak przestałem się martwić i pokochałem bombę jeden z celów bombowców w Rosji stanowi kompleks o nazwie „Laputa”.
- Jacek Kaczmarski stworzył cykl piosenek zatytułowany Podróże Guliwera składający się z czterech piosenek opisujących każdą z podróży. Cykl znalazł się na płycie Dzieci Hioba.
- W anime Psycho-Pass, jedna z postaci (Shougo Makishima) ironicznie porównuje system panujący w kraju do planów Doktora z Balnibarbi, do tego samego Swifta nazywa mistrzem ironii.
- Od 1991 roku ukazuje się czasopismo o książce dla dziecka pt. „Guliwer”. Redaktor naczelny prof. Jan Malicki w każdym numerze tego kwartalnika publikuje wstęp zatytułowany Podróże Guliwera.
- Przypadek dla początkującego kata – film czechosłowacki z 1970 będący parafrazą "Podróży do krainy Laputa".
- Polski komiks Lil i Put nawiązuje tytułem do Liliputów.

## Ekranizacje
Pierwszą ekranizacją Podróży... był nakręcony w 1902 r. francuski niemy film, którego reżyserem był Georges Méliès. W filmie z 1935 roku pod tytułem Nowy Guliwer, opowiadającym o śnie młodego pioniera, rosyjski reżyser połączył pomysły Swifta z komunistyczną ideologią.
Oprócz tego, na podstawie książki Swifta powstało wiele filmów i seriali animowanych, produkowanych na całym świecie i emitowanych przez znane stacje telewizyjne, takie jak CBS. W 2010 roku powstała amerykańska produkcja pod tytułem Podróże Guliwera, zrealizowana w technice 3D. Amerykański reżyser połączył pomysły Swifta z demokratycznymi ideałami, m.in. – Guliwer udowadnia, że naprawdę jest wielki, ale to nie wzrost się liczy.
Adaptacje filmowe:
- Nowy Guliwer – radziecki czarno-biały film częściowo animowany z 1935 roku
- Podróże Guliwera – amerykański film animowany z 1939 roku
- Trzy światy Guliwera – amerykańsko-brytyjski film z 1960 roku
- Przygody Guliwera – amerykański serial animowany z lat  1968-1969
- Nowe podróże Guliwera – amerykańsko-francuski serial animowany z lat 1992-1993
- Skarbczyk najpiękniejszych bajek (Podróże Guliwera – odcinek 18) – japoński serial animowany z 1995 roku
- Gulliver's Travels (Podróże Guliwera) – brytyjsko-amerykański miniserial telewizyjny z 1996 roku[4]
- Podróże Guliwera – amerykański film z 2010 roku

## Tłumaczenia
Istnieje wiele tłumaczeń, m.in.:
- Podróże Gulliwera – tłum. Cecylia Niewiadomska (1929)
- Podróże Gulliwera – tłum. Jacek Bocheński i Marian Brandys (1981)